# Theope mundula
Theope mundula is een vlindersoort uit de familie van de prachtvlinders (Riodinidae), onderfamilie Riodininae.
Theope mundula werd in 1926 beschreven door Stichel.